# 勝尾寺
勝尾寺（日語：かつおうじ）是位於日本大阪府箕面市的高野山真言宗佛寺，山號是應頂山。屬於西國三十三所的第二十三號禮所。開山者為開成（日語：かいじょう），所祭祀本尊是十一面千手觀世音菩薩。寺號日語可讀作「katsuoji（かつおじ）」或「kachioji（かちおじ）」。

## 歷史
根據傳承，勝尾寺的草創經緯如下所述。在神龜4年（727年），藤原致房之子善仲，善算的兄弟，在此地修築草庵，勵行佛道修行。此後約40年，天平神護元年（765年），光仁天皇的皇子（桓武天皇的異母之兄）開成在2人的指導下進入佛門。寶龜8年（777年），開成結束了為祈願而抄寫大般若經600卷一事，創建了勝尾寺的前身--彌勒寺。之後，數年後的寶龜11年（780年），相傳妙觀製作了作為本尊的十一面千手觀世音菩薩立像。
關於開成成為僧侶的事績，在正史中有很多不明確的記載，在北攝地區的山間一帶，除了該寺以外，也包括了高槻市的神峯山寺等等，散落著開成所開基或中興的寺院。
勝尾寺在平安時代以後，因是山岳信仰的據點而興榮，有許多天皇和貴族的朝聖者。元慶4年（880年），當時的住持行巡因為替清和天皇祈求病癒有成，而被賜予了「勝王寺」的寺號，有「戰勝王者」的意思，誠惶誠恐地選擇使用有相同讀音的勝尾寺替代。在《日本三代實錄》中，元慶4年清和天皇去世的記錄中，紀載了天皇曾朝聖「勝尾山」的事情，這是勝尾寺初次出現在文獻上。
元曆元年（1184年），在源平合戰中因一之谷之戰燒毀。在文治4年（1188年），在源赖朝命令之下，由熊谷直實、梶原景時重建。
承元4年（1210年），從讚岐國流放歸來的老年法然住在該寺。
2013年舉行了Red Bull Holy Ride（登山車下坡對抗賽）

## 伽藍

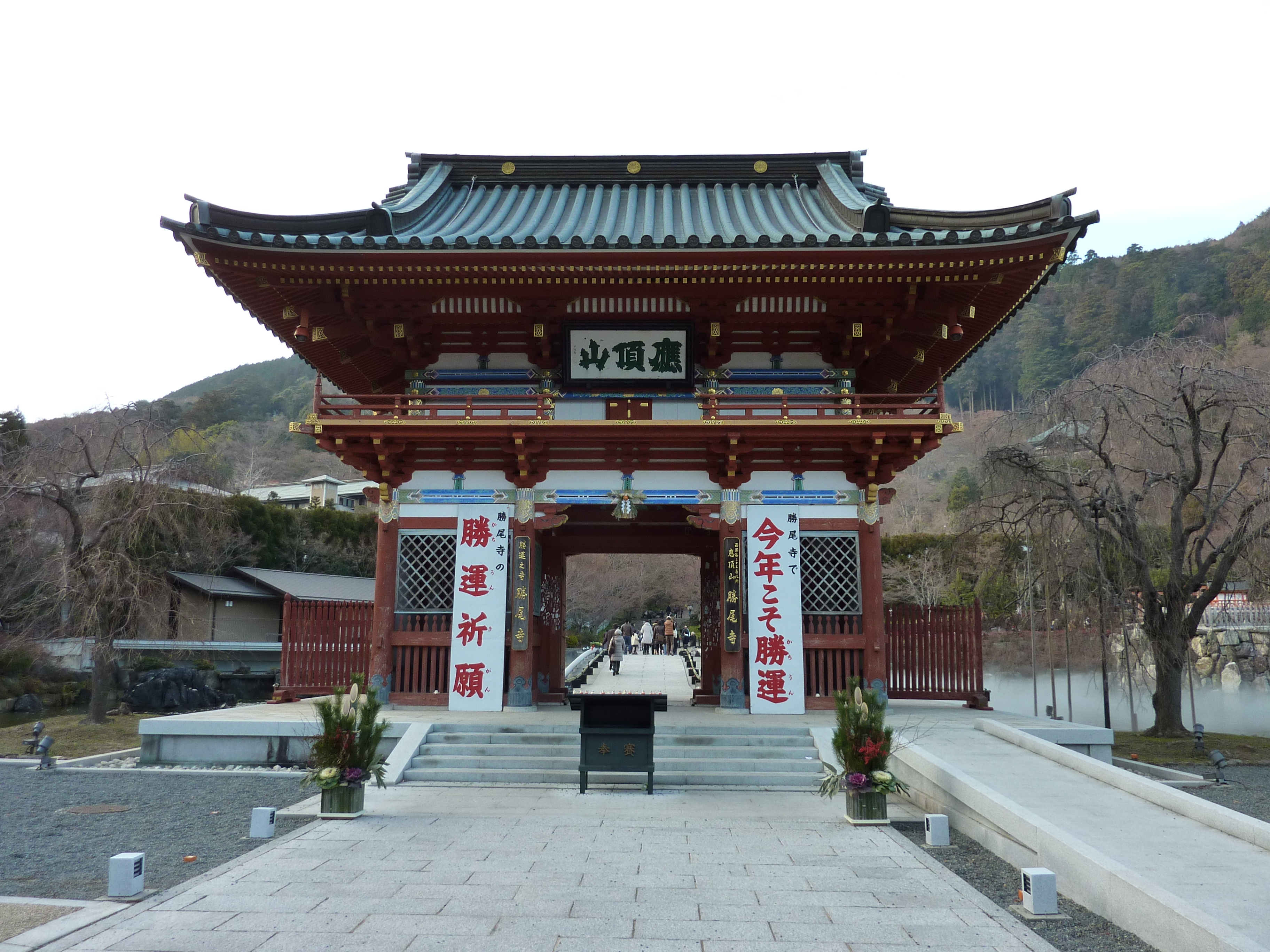
山門

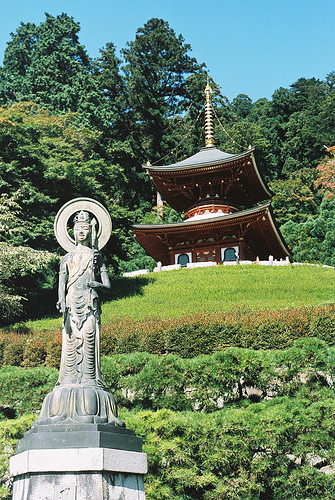
觀音菩薩和多寶塔

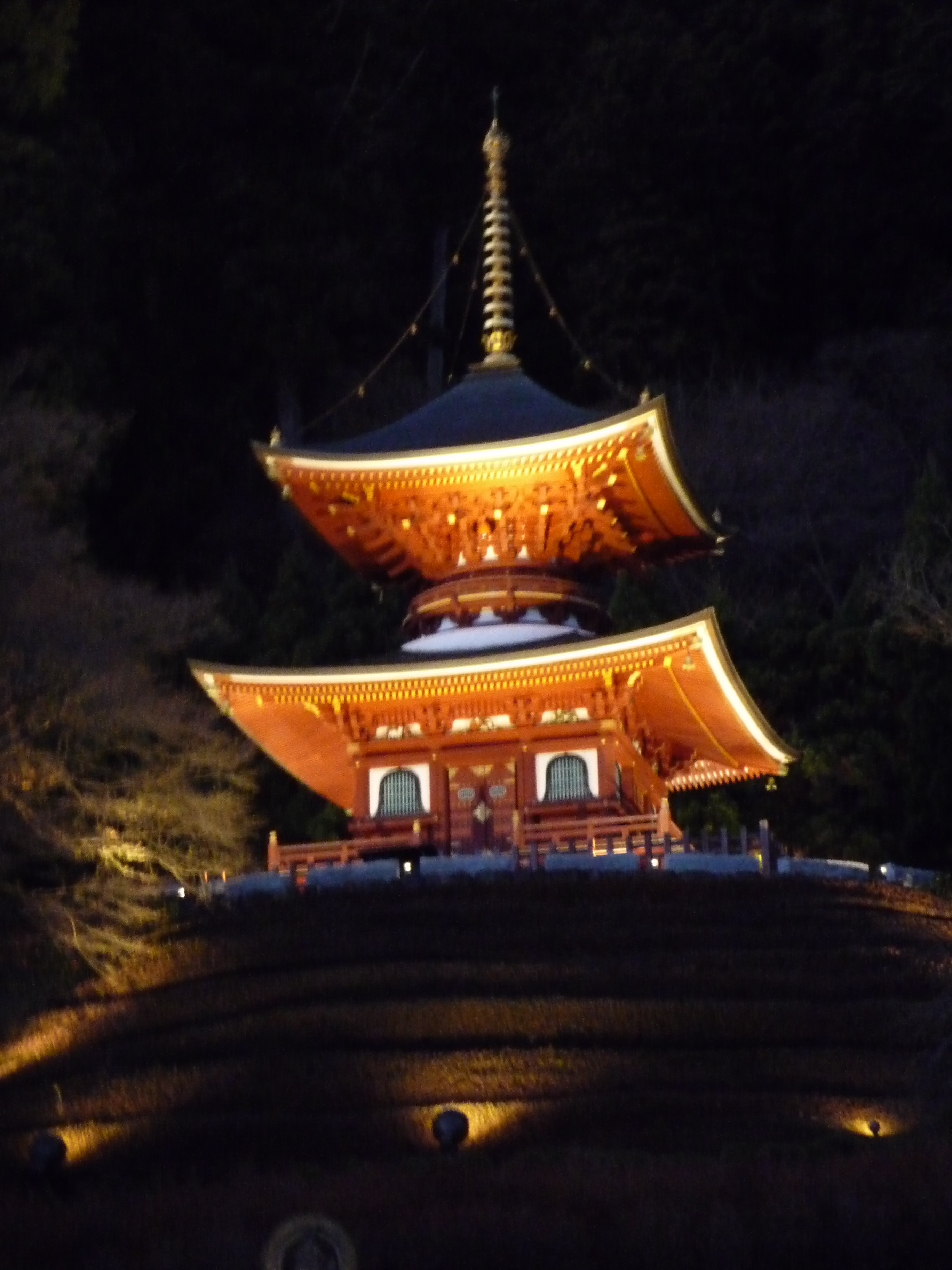
多寶塔點燈

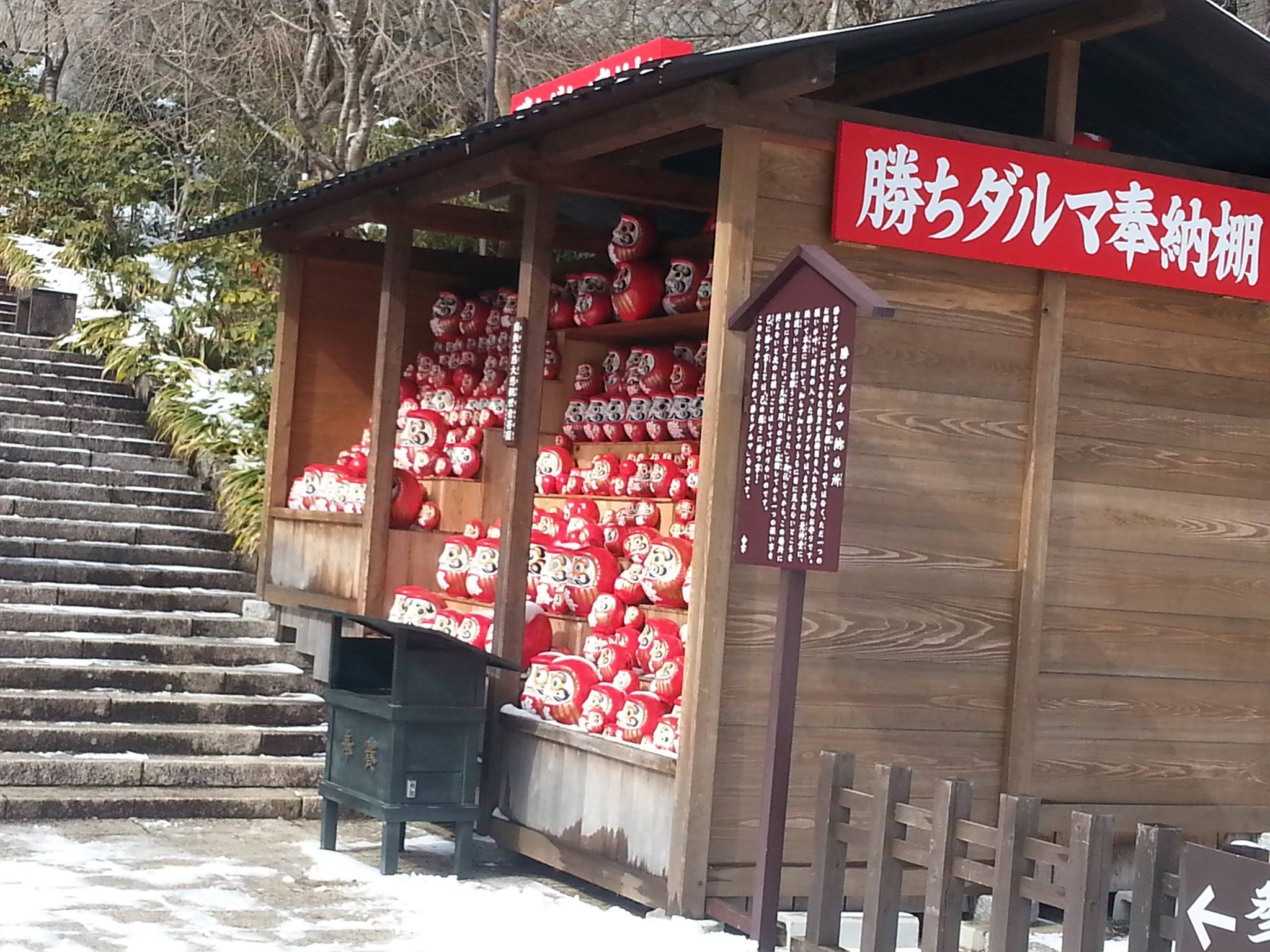
勝尾寺奉納棚

- 本堂
- 多寶塔
- 藥師堂
- 二階堂
- 宿坊 應頂閣

## 文化資產
重要文化資產
- 法華經 卷第四
- 木造藥師佛和兩脇侍像 - 平安時代初期
- 勝尾寺舊境内牓示八天石藏（日語：きゅうけいだいぼうじはってんいしぐら）出土品
  - 銅造四天王、四明王像 8尊
  - 陶製外容器 8合
  - 附：土師器（殘欠共）一括

史跡
- 勝尾寺舊境内牓示八天石藏和町石 - 八天石藏，是在中世時為明確表示勝尾寺的寺領範圍，以避免土地爭紛，被設置在寺廟周圍的八個位置，埋設了四天王、四明王的雕像。

其他文化資產
- 木造千手觀音立像 - 傳妙觀作
- 勝尾寺文書 - 大阪府指定文化資產

## 行事
- 10月29日 - 開山御正辰祭

## 御詠歌
- 日語原文：重くとも　罪には法（のり）の　勝尾寺（かちおでら）　ほとけを頼む　身こそやすけれ。

意思是無論多麼沉重的罪惡，仍比不上佛教的救贖，所以透過奉獻佛陀來獲得安慰。

## 地址
- 大阪府箕面市粟生間谷2914-1

## 前後禮所
西國三十三所
22 總持寺　--　23 勝尾寺　--　24 中山寺

## 注腳
1. ↑  在20世紀末出版的辭典、事典類中，有許多以「かつおじ」或「かちおじ」收錄的詞條。
2. 1 2  . 箕面市役所. 1964年: 87.
3. ↑  神谷勝広. . 若草書房. 1999年: 305.
4. ↑  平野邦雄; 瀬野精一郎. . 吉川弘文館. 2006年: 197.
5. ↑  Company, The Asahi Shimbun. . www.asahi.com.   [2018-09-26]. （原始内容存档于2008-06-25） （日语）.
6. ↑  . 大阪府史蹟名勝天然紀念物調査会. 1931年.
7. ↑  慈怡. . 北京圖書館出版社. 2004年: 4861.
8. ↑  . cyclist. 2014-08-28  [2018-09-26]. （原始内容存档于2019-10-16） （日语）.
9. ↑  嘉之, 上野. . cyclist. 2014-11-30  [2018-09-26]. （原始内容存档于2019-10-07） （日语）.
10. ↑  . Red Bull.   [2018-09-26]. （原始内容存档于2017-05-08） （日语）.
11. ↑  . コトバンク.   [2018-09-26]. （原始内容存档于2019-07-23） （日语）.

## 外部連結
- 勝尾寺 （页面存档备份，存于）